# Отава (река)
Вижте пояснителната страница за други значения на Отава.
Отава (на френски: Rivière des Outaouais; на английски: Ottawa River) е река в източната част на Канада, провинции Квебек и Онтарио, ляв приток на река Сейнт Лорънс. Дължината ѝ от 1271 км ѝ отрежда 12-о място сред реките на Канада.

## Географска характеристика

### Извор, течение, устие
Река Отава изтича от езерото Мосел (на 383 м н.в.), разположено в южната част на провинция Квебек, между язивирите Гуен на североизток и Кабонга на югозапад. В горното си течение реката преминава през язовира Дозуа (346 м н.в.), а след това през поредица от проточни езера с обща посока на запад и достига до езерото Тамискаминг, на 178 м н.в. От него реката се насочва на юг, след това на югоизток и накрая на изток, като служи за граница между провинциите Квебек и Онтарио, преминава през столицата на Канада град Отава и се влива отляво в река Сейнт Лорънс при град Монреал на 21 м н.в.

### Водосборен басейн, притоци
Площта на водосборния басейн на Отава е 146 300 km2, от които в провинция Квебек са 65%, а в провинция Онтарио 35%, който представлява 10,9% от водосборния басейн на река Сейнт Лорънс. На север басейнът на Отава граничи с басейните на реките Мус, Харикана и Нотавай, вливащи се в Хъдсъновия залив, на изток — с басейна на река Сен Морис, ляв приток на Сейнт Лорънс, а на юг с малки реки оттичащи се към езерата Хюрън и Онтарио и леви притоци на река Сейнт Лорънс.
| Река                | Дължина км | Площ на водосборния басейн км2 | Дебит (устие) м3 |
| ------------------- | ---------- | ------------------------------ | ---------------- |
| Бланч (десен)       | –          | –                              | —                |
| Монреал (десен)     | 220        | –                              | —                |
| Дюмуан (ляв)        | 129        | 5380                           | —                |
| Петавава (десен)    | 187        | 4200                           | 45               |
| Ноар (ляв)          | 238        | 2668                           | 38               |
| Кулонж (ляв)        | 217        | 5060                           | 75               |
| Bonnechere (десен)  | 145        | 2400                           | —                |
| Мадаваска (десен)   | 230        | 8470                           | 85               |
| Мисисипи (десен)    | 200        | 4450                           | 40               |
| Ридо (десен)        | 146        | 3800                           | —                |
| Гатино (ляв)        | 386        | 23 724                         | 350              |
| Льовер (ляв)        | 330        | 10 400                         | 95               |
| Саут Нейшън (десен) | 175        | 3900                           | —                |
| Руж (ляв)           | 161        | 5543                           | —                |

### Хидроложки показатели
Многогодишният среден дебит в устието на Отава е 1950 m3/s. Максималният отток на реката е през месеците юни и юли – 5351 m3/s, а минималния през януари и февруари – 749 m3/s. Около три-четири месеца в година реката замръзва.

## Селища и икономическо значение
Долината на река Отава е гъсто заселена, като тук живеят около 1 млн. души, в т.ч. и столицата на Канада град Отава. По-големите градове по течението ѝ са:
- Вил Мари (Квебек) – 2595 души;
- Тимискаминг (Квебек) – 2385 души;
- Матава (Онтарио) – 2023 души;
- Дип Ривър (Онтарио) – 4193 души;
- Пембрук (Онтарио) – 14 360 души;
- Уолтам (Квебек) – 384 души;
- Арнпрайер (Онтарио) – 8114 души;
- Ейлмър (Квебек) – 41 532 души;
- Гатино (Квебек) – 265 349 души;
- Отава (Онтарио) – 883 391 души;

Водите на реката, особено в горното ѝ течение масово се използват за производство на евтина електроенергия, като за целта по течението ѝ са построени 17 ВЕЦ-а с обща мощност от 2400 MW.

## Откриване и изследване на реката
Устието на река Отава е открито през есента на 1535 г. от френския мореплавател Жак Картие, който седем години по късно там основава днешния град Монреал.
Цялото долно и средно течение на реката до днешния град Матава става известно на европейците през лятото на 1615 г., когато двамата видни изследователи на Канада и Големите езера Самюел дьо Шамплен и Етиен Брюле се изкачват по нея и от там се прехвърлят към езерото Хюрън.